# Ibiza (ville)
Pour les articles homonymes, voir Ibiza (homonymie).
Ibiza (en catalan : Eivissa, son nom officiel ; en espagnol : Ibiza) est une commune d'Espagne et la capitale de l'île d'Ibiza, dans la communauté autonome des Îles Baléares. Elle accueille le Conseil insulaire d'Ibiza, l'organe de gouvernement de l'île.

## Géographie

### Localisation

Localisation de l'île d'Ibiza dans les Îles Baléares.
Localisation de la commune dans l'île d'Ibiza.

La ville est construite à l'est de l'île portant le même nom.
Le Port d'Ibiza, situé dans une baie naturelle, est le principal accès par la mer à la cité ainsi que pour toute l'île. Le phare de Botafoc marque l'entrée nord du port. L'autre accès principal est joué par l'aéroport.

### Communes limitrophes
L'île d'Ibiza est divisée en cinq communes : Sant Antoni de Portmany, Sant Josep de sa Talaia, Sant Joan de Labritja, Santa Eulària des Riu et Ibiza ville qui n'est pas contiguë uniquement à Sant Joan de Labritja.
| Sant Antoni de Portmany | Sant Antoni de Portmany Santa Eulària des Riu | Santa Eulària des Riu |
| Sant Josep de sa Talaia | d'Ibiza                                       | Mer Méditerranée      |
| Sant Josep de sa Talaia | Mer Méditerranée (Formentera)                 | Mer Méditerranée      |

## Histoire
Ibiza fut fondée au XVIe siècle. Le centre historique de la ville, qui s’étend dans la partie de la ville connue sous le nom de Dalt Vila, est délimité par ses remparts datant de la Renaissance.

## Climat
Ibiza se caractérise par un climat méditerranéen doux, sec et très ensoleillé. Les îles Pitiüses sont baignées par le courant marin côtier, dit "de Catalogne". Chaudes et sursalées, ses eaux de plus en plus denses circulent du golfe du Lion à la mer d'Alboran, baignant d'abord les côtes du Languedoc, puis de la Catalogne et de l'Andalousie jusqu'à Gibraltar.
En de nombreux endroits, les précipitations sont inférieures à 500 mm d'eau par an. Aux abords des rivages, la température moyenne se maintient à 22 °C pendant la bonne saison. La température moyenne des journées de juillet est comprise entre 20 °C et 30 °C. Les moyennes mensuelles oscillent en général entre 14 °C et 10 °C en hiver. La température moyenne des journées de janvier est comprise entre 15 °C et 8 °C, avec 7 jours de pluie. Il faut veiller à garder une petite laine pour affronter les fraîches matinées en mauvaise saison (brise marine, fraîcheur persistante dans les vallées ou les hauteurs).
Le climat est plus sensible aux influences africaines du fait des vents chauds dominants venus du sud, assez forts et dominants pour faire tourner, autrefois, les ailes des moulins à vent. Ces vents africains expliquent en particulier la sécheresse de l'air.
| Mois                                  | jan.      | fév.      | mars      | avril     | mai      | juin      | jui.      | août    | sep.      | oct.     | nov.      | déc.      | année     |
| ------------------------------------- | --------- | --------- | --------- | --------- | -------- | --------- | --------- | ------- | --------- | -------- | --------- | --------- | --------- |
| Température minimale moyenne (°C)     | 8,1       | 8,3       | 9,6       | 11,4      | 14,6     | 18,4      | 21,4      | 22,2    | 19,9      | 16,5     | 12,3      | 9,5       | 14,3      |
| Température moyenne (°C)              | 11,9      | 12,1      | 13,7      | 15,6      | 18,6     | 22,6      | 25,6      | 26,3    | 23,8      | 20,2     | 15,9      | 13,1      | 18,3      |
| Température maximale moyenne (°C)     | 15,7      | 15,9      | 17,7      | 19,7      | 22,7     | 26,8      | 29,7      | 30,3    | 27,7      | 24       | 19,6      | 16,7      | 22,2      |
| Record de froid (°C) date du record   | −1,2 2005 | −3 1956   | 0,8 1965  | 3,4 1986  | 6,8 1960 | 10 1984   | 14 1978   | 11 1969 | 11,4 1972 | 6,3 1956 | 1 1965    | −0,4 1962 | −3 1956   |
| Record de chaleur (°C) date du record | 24,7 2021 | 23,5 2000 | 26,5 2001 | 27,8 1992 | 31 2015  | 36,5 2003 | 36,6 2000 | 37 2018 | 38,4 2016 | 32 2014  | 28,4 2013 | 23,8 2010 | 38,4 2016 |
| Nombre de jours avec gel              | 0,1       | 0         | 0         | 0         | 0        | 0         | 0         | 0       | 0         | 0        | 0         | 0         | 0,1       |
| Ensoleillement (h)                    | 162       | 166       | 211       | 246       | 272      | 299       | 334       | 305     | 236       | 205      | 157       | 151       | 2 744     |
| Précipitations (mm)                   | 37        | 36        | 27        | 31        | 27       | 11        | 5         | 18      | 57        | 58       | 53        | 52        | 413       |
| Nombre de jours avec précipitations   | 4,9       | 5         | 3,3       | 4,1       | 3,2      | 1,4       | 0,5       | 1,5     | 4,2       | 5,6      | 5,6       | 5,4       | 44,7      |
| Humidité relative (%)                 | 75        | 73        | 72        | 70        | 70       | 67        | 67        | 69      | 71        | 73       | 73        | 74        | 71        |
| Nombre de jours avec neige            | 0,1       | 0         | 0         | 0         | 0        | 0         | 0         | 0       | 0         | 0        | 0         | 0         | 0,2       |
| Nombre de jours d'orage               | 1         | 0,6       | 0,7       | 1         | 0,8      | 0,9       | 0,5       | 1,5     | 3,1       | 2,9      | 1,6       | 0,8       | 14,8      |
| Nombre de jours avec brouillard       | 0,7       | 0,8       | 1         | 0,6       | 0,2      | 0,1       | 0,1       | 0       | 0         | 0,2      | 0,1       | 0,3       | 4,5       |

| Diagramme climatique                                  |           |           |            |            |            |           |            |            |          |            |           |
| J                                                     | F         | M         | A          | M          | J          | J         | A          | S          | O        | N          | D         |
| 15,78,137                                             | 15,98,336 | 17,79,627 | 19,711,431 | 22,714,627 | 26,818,411 | 29,721,45 | 30,322,218 | 27,719,957 | 2416,558 | 19,612,353 | 16,79,552 |
| Moyennes : • Temp. maxi et mini °C • Précipitation mm |           |           |            |            |            |           |            |            |          |            |           |

## Économie
Son activité économique repose principalement sur le secteur des services, comme le tourisme et le petit commerce.

## Patrimoine et culture locale
- Remparts de la Renaissance
- Cathédrale de la Vierge des Neiges
- Port

### Sites et monuments
- la Cathédrale d'Ibiza (du XIIIe siècle) qui est également le siège du diocèse d'Ibiza,
- les Murailles de la Renaissance du XVIe siècle (Muralles Renaixentistes),

(ces deux monuments étant situés dans l'ensemble historique et artistique de Dalt Vila, déclarés en 1999, Patrimoine de l'Humanité)
- le Palais épiscopal (Palau Episcopal),
- les musées,
- l'Ajuntament (Mairie, ancien couvent dominicain),
- le Château d'Ibiza (Castell d'Eivissa : Almudaina) qui domine la cité,
- la plus importante nécropole punique de la Méditerranée,
- le Port, actif depuis l'époque phénicienne,
- Nécropole punique de Puig des Molins.

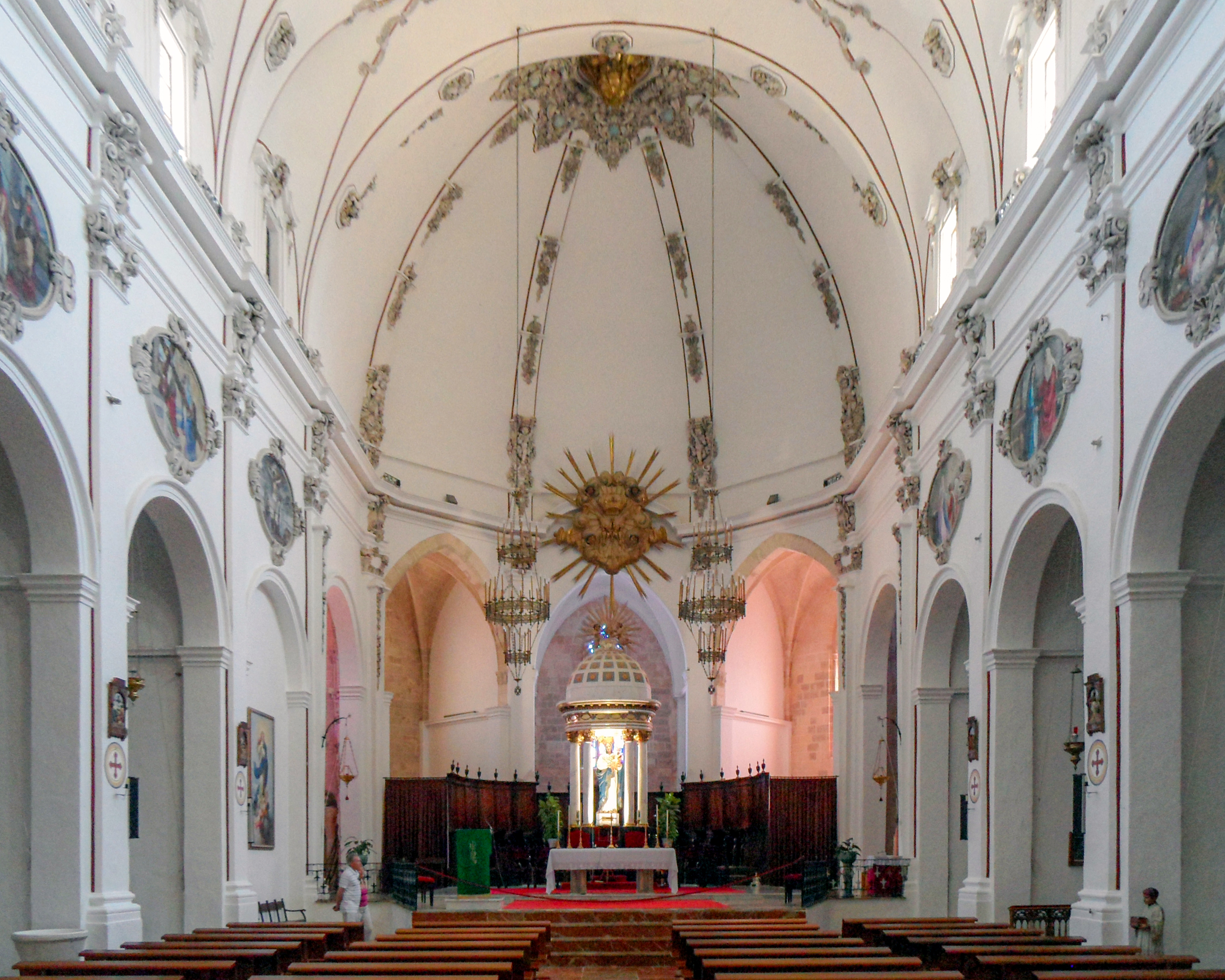
Intérieur de la Cathédrale d'Ibiza.
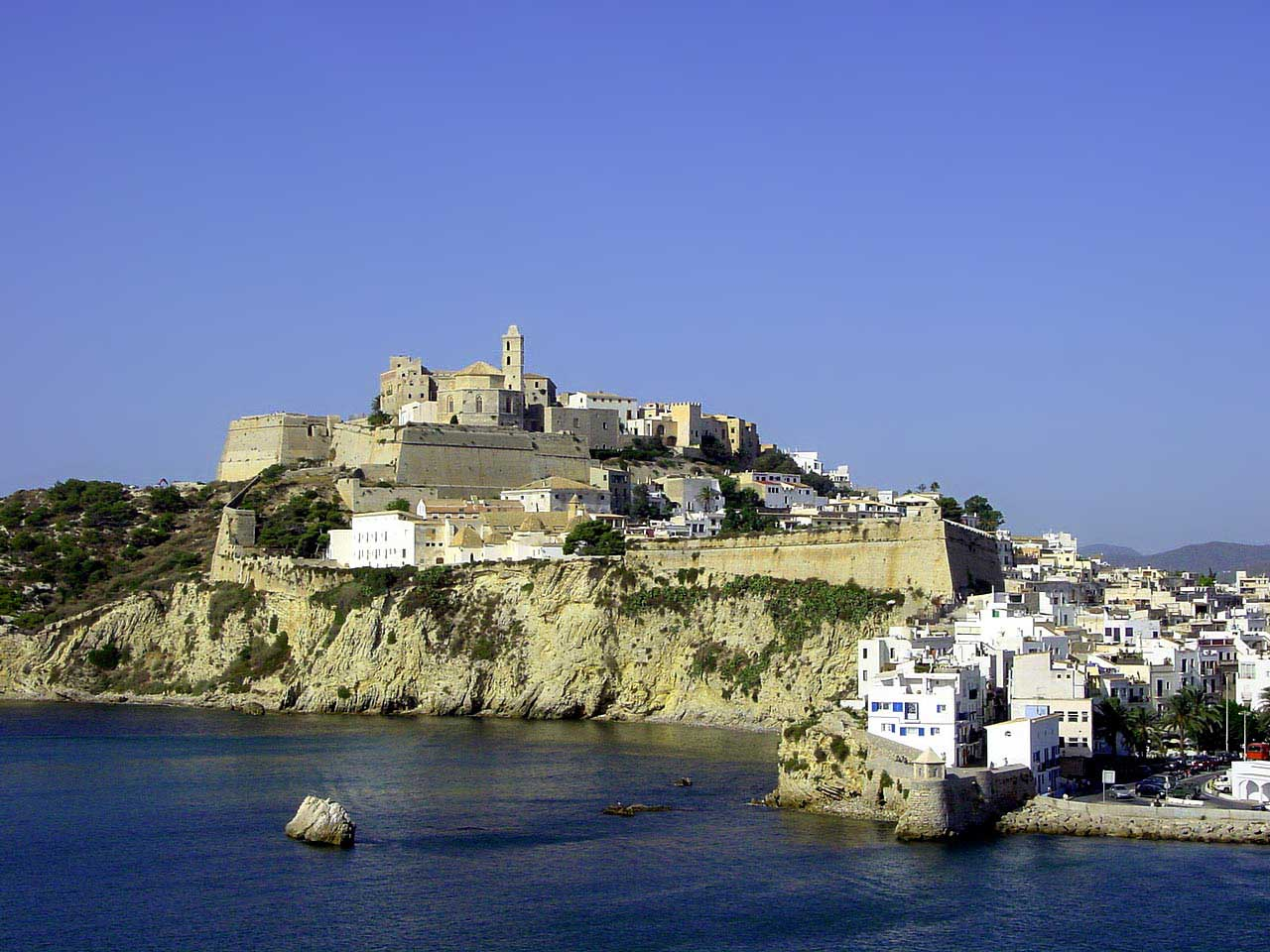
La vieille ville.
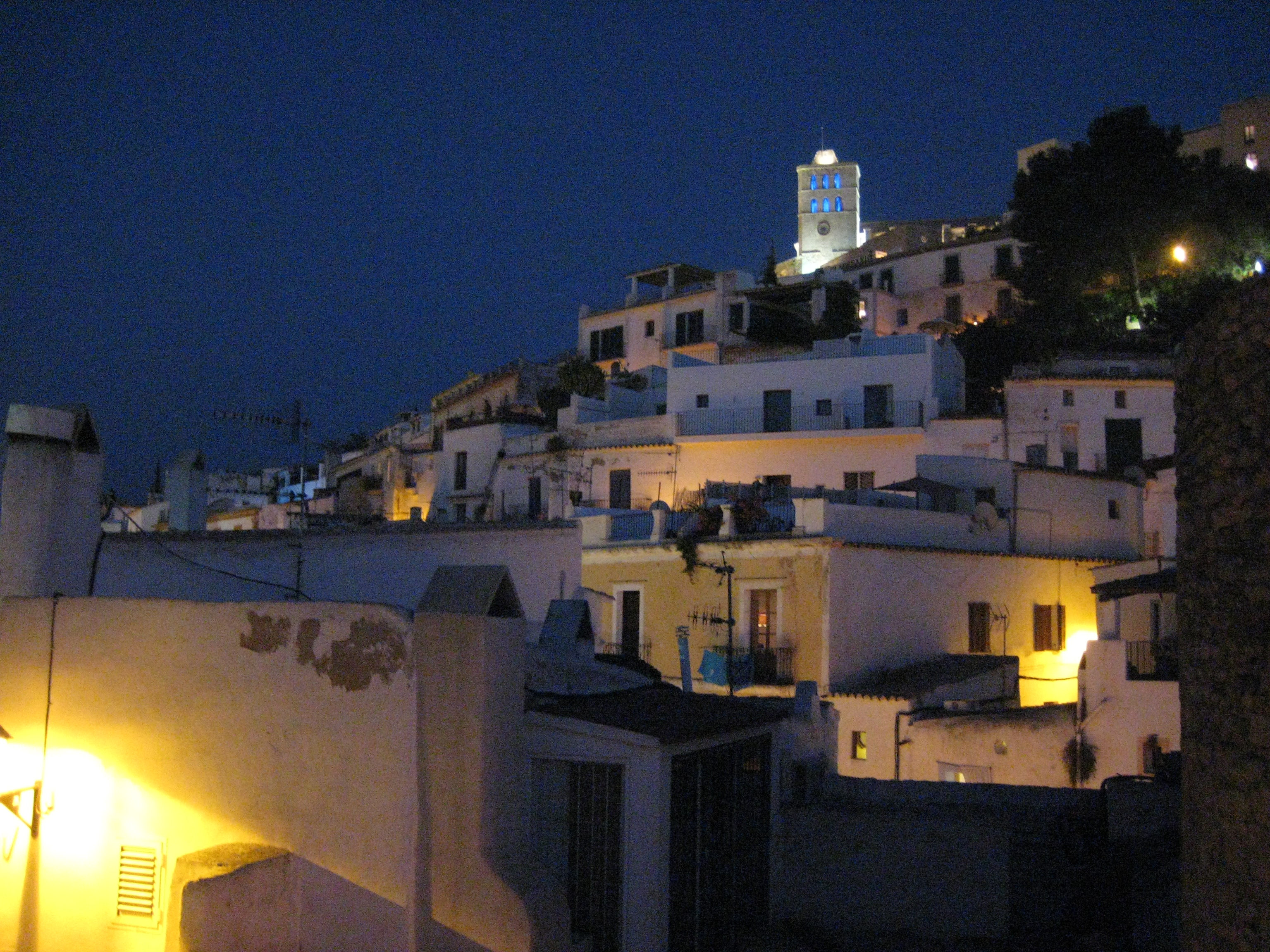
Ville d'Ibiza dans la nuit.
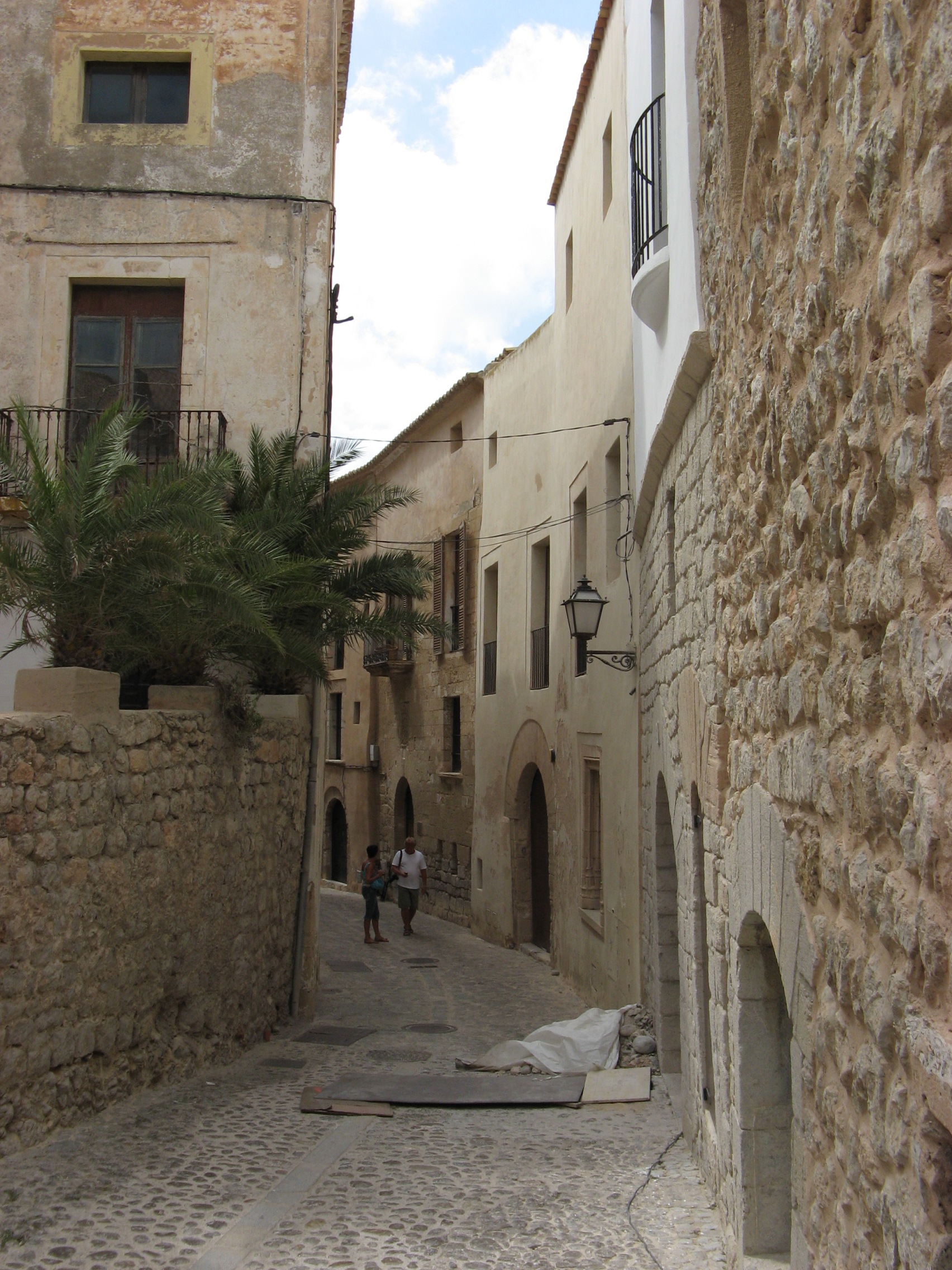
Quartier ancien d'Ibiza.